# Protamine
Protamine sind kleine, stark basische Eiweißverbindungen (Proteine), die in den Zellkernen der Spermien von Wirbeltieren nachgewiesen wurden. Speziell aus den Protaminen mancher Fische wird der Arzneistoff Protamin hergestellt.
Protamine ersetzen während der Spermienbildung (Spermatogenese) in der späten haploiden-Phase die Histone und
ermöglichen eine besonders dichte Packung der Erbinformation. In somatischen Zellen kommen Protamine nicht vor. Beim Menschen kennt man die Varianten Protamin-1 (PRM1) und Protamin-2 (PRM2).
Beispiele für im Sperma von Fischspezies vorkommende Protamine sind Clupein (Heringe, Clupeidae), Salmin (Lachse, Salmonidae) und Iridin (Regenbogenforelle, Salmo irideus).
Es handelt sich jeweils um Peptidgemische, deren Fraktionen sehr ähnlich aufgebaut sind und aus etwa 30–35 Aminosäuren pro Molekül bestehen (entsprechend einer relativen Molmasse von ungefähr 5kDa), wovon ein großer Teil das basische L-Arginin ausmacht. 
In anderen Protaminen kommen neben Arginin als basische Aminosäuren auch Lysin und Histidin vor. Der isoelektrische Punkt liegt bei pH 12–13.